# Церква Бориса і Гліба (Новгородський дитинець)
Церква Бориса і Гліба у граді (Церква Бориса і Гліба в кремлі, в Околотку) (рос. Церковь Бориса и Глеба) —  церква Новгородського дитинця, що не збереглася.
Церква Бориса і Гліба у граді (в кремлі) або над Волховом, на кінці вулиці Пискуплі , в Околотку, в Дитинці вперше зустрічається як дерев'яна церква 1146 року. Кам'яна церква замість дерев'яної, закладена Садко Ситіничем (Съдко Ситіниць) в 1167 році, Садко Ситінич став, ймовірно, прототипом героя билин — Садко. Церква була освячена архієпископом Іоанном (Іллею) у 1173 році. Згідно з даними початку 1620-х — церква Бориса і Гліба була ружною.

## Археологічне вивчення
Існувала думка що на її місці — на кінці вулиці Пискуплі, стояла перша тринадцятиголова дерев'яна церква Софії Премудрості Божої, попередниця кам'яного Софійського собору, але за результатами археологічних розкопок це припущення було спростовано. Фундаменти церкви були розкриті в 1940 році під час розкопок під керівництвом А. А. Строкова, при цьому в західній частині фундаменту була знайдена різьблена вапнякова капітель з орнаментом, велика кількість кам'яних хрестів та ін., були виявлені поховання під підлогою церкви, причому у п'яти з них збереглися фрагменти діадем. За результатами реконструкції ця монументальна будівля не мала аналогів в новгородському зодчестві XII століття, як за своїми розмірами, так і за використанню різьблених прикрас.

## Церква Андрія Стратилата і церква Бориса і Гліба

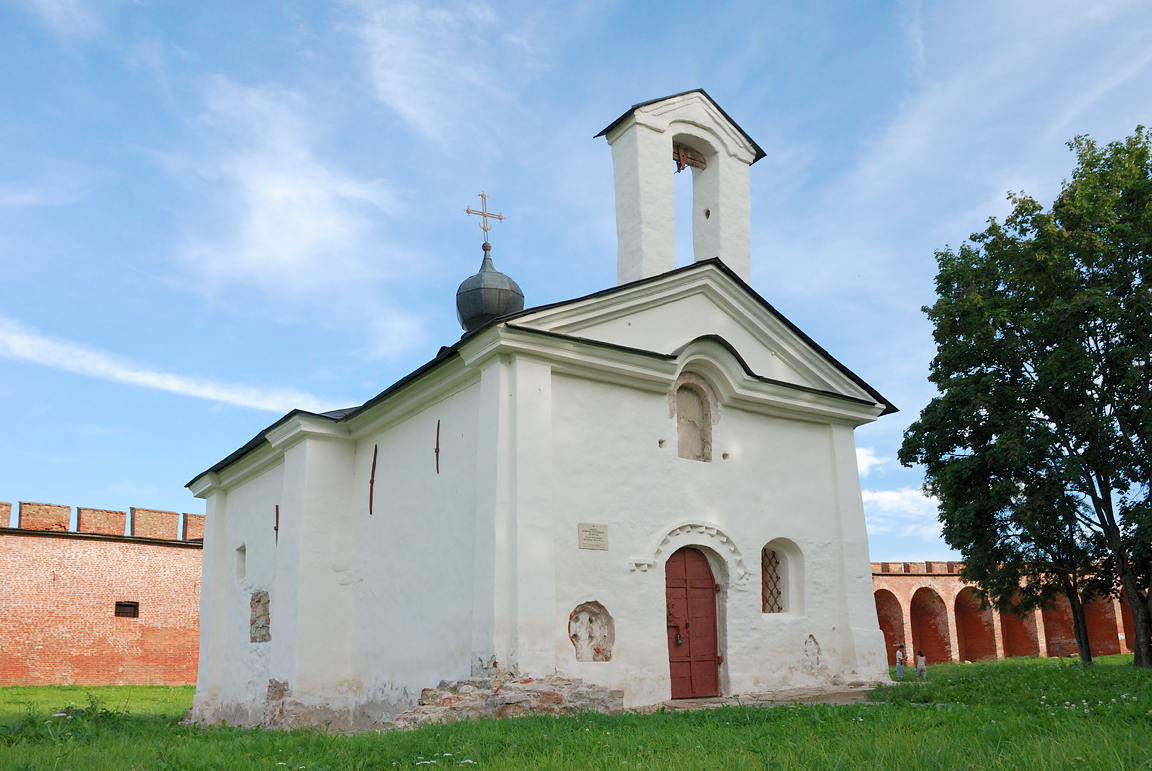
Церква Андрія Стратилата

Церква Андрія Стратилата, нині стоїть в Дитинці поблизу того місця (південніше) де була церква Бориса і Гліба, називається в розписах 1577-1589 рр. (розписи ружніх церков) і 1615 року придільною, але за Семисоборним розписом та розписом 1617 року у церкві Бориса і Гліба не було приділа. У 1969 році в нижній частині церкви Андрія Стратилата М. К. Каргером і Г. М. Штендером були виявлені та вивчені залишки сходової вежі церкви Бориса і Гліба.

## Історія
У 1262 році церква згоріла після влучення блискавки, після чого була відновлена, але в самому початку XIV століття — завалилася. В 1305 році нова кам'яна церква була знову освячена архієпископом Феоктистом, після завершення будівництва, розпочатого у 1302 році, причому Феоктист в 1300 році, ще незгорілої церкви Бориса і Гліба, був знаменований на владичную кафедру.
Храм був відновлений у середині XIV століття, за рахунок срібла отриманого від походу на Ореховець. В 1405 році через пожежу, що охопила Людин кінець церква знову згоріла і тільки в 1441 році за вказівкою архієпископа Євфимія храм був відбудований знову, а в 1442 році до храму була додана нова голова, після явлення чуда мироточення ікони Богоматері під час літургії. 
У 1652 році церква впала й відтоді не відновлювалася.

## Історичне значення
Легенди, також пов'язують церкву, зі збереженими в ній «палицями Перуна», які новгородці використовували під час міжусобиць. За наказом митрополита Никона
|  | …и тако преста бесовское то тризнище отоле со оловянными наконечниками тяжкими… |

у 1652 році ці палиці були спалені, на думку академіка В. Л. Яніна, ці відомості про палиці, «сполучні язичницькі та християнські реалії», роблять церкву Бориса і Гліба у граді берегинею давніх традицій, що «доповнює характеристику пам'ятки, яка має особливе значення в структурі новгородської і церковної політичної організації»..
Церква Бориса і Гліба у граді — духовний центр Пруської вулиці, згадується в уставі Ярослава Мудрого о мостех (про порядок мощення вулиць Торгової сторони і Дитинця, а також спорудження Великого мосту), як кінцевий пункт обов'язки мощення вулиці жителями. Припускають також, виходячи з літописних відомостей, що церква була «вічевим храмом» Людиного кінця і Пруської вулиці. Церква Бориса і Гліба у граді зображена на іконі «Бачення паламаря Тарасія» і на омофор патріарха Никона.